# Amt Südangeln
Amt Südangeln – związek gmin w Niemczech w kraju związkowym Szlezwik-Holsztyn, w powiecie Schleswig-Flensburg. Siedziba urzędu znajduje się w miejscowości Böklund.
W skład związku wchodzi 15 gmin:
1. Böklund
2. Brodersby-Goltoft
3. Havetoft
4. Idstedt
5. Klappholz
6. Neuberend
7. Nübel
8. Schaalby
9. Stolk
10. Struxdorf
11. Süderfahrenstedt
12. Taarstedt
13. Tolk
14. Twedt
15. Uelsby